# Ǵorge Ivanov
Pour les articles homonymes, voir Ivanov.
Ǵorge Ivanov ou Gjorge Ivanov (en macédonien : Ѓорге Иванов), né le 2 mai 1960 à Valandovo, est un homme d'État macédonien.
Universitaire, engagé pour le pluralisme à l'époque de la Yougoslavie communiste, il est élu président de la république de Macédoine en 2009. Candidat pour un second mandat présidentiel, soutenu par les conservateurs, Ǵorge Ivanov est réélu en 2014.

## Biographie

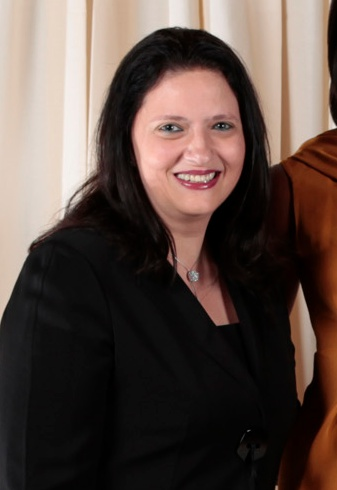
Maja Ivanova

### Jeunes années
Ivanov commence ses études dans sa ville natale de Valandovo où il vit jusqu'à l'âge de 27 ans, avant de partir à Skopje, la capitale de la Macédoine yougoslave, qui devient vite sa résidence principale.
Sa carrière professionnelle débute en 1988, quand il devient éditeur pour l'Office national de radio-télédiffusion, la Makedonska radio-televizija. Ivanov enseigne ensuite la théorie et la philosophie en politique à la faculté de droit de Skopje. En 1999, il devient professeur pour le programme du Sud-Est européen à l'université d'Athènes, en Grèce. Il poursuit sa carrière dans les universités de Bologne en Italie, et Sarajevo, en Serbie.
En 1992, Ǵorge Ivanov est nommé professeur agrégé à l'université Saints-Cyrille-et-Méthode de Skopje ; il deviendra professeur titulaire en 2008. La même année, il devient président du Conseil pour l'accréditation dans l'enseignement supérieur en république de Macédoine.
Ivanov est connu en république de Macédoine pour être politiquement actif depuis l'époque yougoslave, quand il s'est prononcé à plusieurs reprises pour le pluralisme politique et une économie de marché. Il est le président fondateur et honoraire de l'Association de science politique macédonien et l'un des membres fondateurs de l'Institut pour la démocratie Societas Civilis, un des principaux centres d'analyse en république de Macédoine.
Jusqu'en 1990, il fut un militant de la Ligue de la jeunesse socialiste de Yougoslavie et fut membre de la dernière présidence de l'organisation, où il a travaillé sur la réforme du système politique et la promotion du pluralisme politique et l'économie de marché libre.
Ivanov est considéré comme un expert de premier plan sur la société civile, spécialisé dans la gestion politique.

### Campagne présidentielle de 2009 et élection
Le 25 janvier 2009, le VMRO-DPMNE, parti majoritaire au Parlement, désigne Ǵorge Ivanov comme son candidat pour l'élection présidentielle de 2009 en république de Macédoine. Près de 1 016 délégués du parti votent pour sa candidature au congrès du parti. Bien qu'il ait été proposé comme candidat par le VMRO-DPMNE, Ivanov n'est pas membre du parti.
Pendant sa campagne, le candidat du VMRO-DPMNE annonce que s'il était élu président, il « insisterait pour qu'une rencontre puise avoir lieu entre le président de la République de Macédoine et le président de la République de Grèce » et que l'une de ses principales priorités serait la fin du litige qui oppose la Grèce à son voisin macédonien à propos du nom « Macédoine » emprunté par l'ex-république yougoslave, mais que la Grèce revendique pour des raisons historiques.
Au premier tour de l'élection présidentielle, le 22 mars 2009, près de 343 375 (35,06 %) votants macédoniens accordent leurs suffrages à Ǵorge Ivanov. Le second candidat, Ljubomir Frckoski, représentant les sociaux-démocrates, recueille quant à lui 20,45 % des voix.
Ivanov remporte le second tour de l'élection présidentielle avec 453 616 voix. Son adversaire, Frckoski, obtient lui 264 828 suffrages.
Le lendemain de son élection, Ivanov réaffirme son intention de proposer une réunion entre lui et le président grec, Karolos Papoulias. Il ajoute qu'il va officialiser son invitation, juste après son entrée en fonction. Après une rencontre avec le président de l'Union démocratique pour l'intégration, Ali Ahmeti, Ivanov annonce que dans son cabinet présidentiel, qu'il formera après son investiture, il intégrera des membres appartenant à la communauté albanaise.

### Prestation de serment et mandat présidentiel
Ǵorge Ivanov prend ses fonctions le 12 mai 2009, succédant ainsi à Branko Crvenkovski. Après avoir prêté serment, il tient son premier discours présidentiel à l'Assemblée de Macédoine et rend public ses priorités : adhésion à l'Union européenne et à l'OTAN, la relance économique, la stabilité intérieure, les relations interethniques et de bonnes relations avec les pays voisins, notamment avec la Grèce.
La cérémonie de prestation de serment est suivie par Branko Crvenkovski, le président du gouvernement Nikola Gruevski, le premier président de la République de Macédoine indépendante, Kiro Gligorov, les responsables militaires, les dirigeants des communautés religieuses en Macédoine et les ambassadeurs étrangers.
Quatre chefs d'État étrangers sont présents, les présidents des Républiques de Croatie, Stjepan Mesic, de Serbie, Boris Tadic, du Monténégro, Filip Vujanović, et d'Albanie, Bamir Topi. Peu après son investiture, le président Ivanov invite dès lors ses homologues à des entretiens.
Le jour même de son assermentation présidentielle, il envoie une lettre au président des États-Unis, Barack Obama, dans laquelle il souligne l'intérêt et la volonté de la Macédoine à rejoindre l'OTAN et l'Union européenne et de trouver une « solution mutuellement acceptable » dans le litige avec la Grèce voisine. Il remercie également Barack Obama pour ses paroles de soutien à l'adhésion de la république de Macédoine à l'OTAN, lors du sommet de l'organisation atlantique en 2009.
Le lendemain de son investiture, Ǵorge Ivanov en compagnie du président du gouvernement Gruevski se rend à Bruxelles pour rencontrer des représentants de l'Union européenne et de l'OTAN.

### Second mandat
Il accorde l'amnistie à plus à plus de cinquante personnes, parmi lesquelles les plus proches collaborateurs de Nikola Gruevski, soupçonnées d’avoir participé à une vaste affaire d’écoutes illégales et de corruption. Cette décision provoque la fin du dialogue national scellé en 2015 par les accords de Przino entre le pouvoir et l’opposition pour sortir de la crise politique.

### Vie privée
Il est marié à Maja Ivanova. Le couple a un enfant, Ivan.